# Hilomorfizem
Hilomorfizem je filozofski nazor, po katerem so stvari iz snovi kot pasivnega počela in oblike kot aktivnega načela, oziroma povedano drugače, da bitnost sestoji iz snovi in oblike. To filozofsko teorijo je razvil Aristotel, ki se je s hilomorfizmom zoperstavil Platonovi teoriji idej.